# L'Année dernière à Marienbad
L'Année dernière à Marienbad is een Franse dramafilm uit 1961 onder regie van Alain Resnais. Hij won met deze film de Gouden Leeuw op het Filmfestival van Venetië. Deze experimentele film, waarin de lijnen tussen waarheid en fictie vervagen, is een poging van Resnais om de Franse nouveau roman in filmvorm te gieten en wordt dikwijls gezien als een mijlpaal in de filmgeschiedenis.

## Verhaal
In een luxehotel tracht een man een vrouw ervan te overtuigen dat ze elkaar een jaar tevoren op dezelfde plaats al hadden ontmoet en dat ze hadden afgesproken elkaar opnieuw te ontmoeten. De vrouw beweert dat ze zich daar niets van kan herinneren. De mannelijke gasten doen schietoefeningen. Een speler die een spel speelt, dat hij steeds wint, lijkt de echtgenoot te zijn van de vrouw. Ten slotte verlaten de man en de vrouw samen het hotel.

## Rolverdeling
| Acteur             | Personage       |
| ------------------ | --------------- |
| Delphine Seyrig    | een vrouw       |
| Giorgio Albertazzi | een man         |
| Sacha Pitoëff      | een oude speler |